# Marjorie Fulton
Marjorie Fulton, nome da sposata Marjorie Harrell; nata Marjorie McAllister Fulton (Oklahoma City, 28 dicembre 1909 – Dallas, 3 novembre 1962), è stata una violinista, primo violino e docente statunitense.

## Carriera
La Fulton nacque a Oklahoma City, dove iniziò a studiare pianoforte all'età di nove anni, nel 1918. Frequentò il Curtis Institute of Music e ottenne una borsa di studio alla Juilliard School, diplomandosi con lode nel 1935. Durante gli studi al Curtis, la Fulton incontrò Mack Harrell, che aveva studiato violino all'Oklahoma City University e stava continuando gli studi di violino al Curtis. Si sposarono nel 1935 a New York, lo stesso anno in cui lei ottenne il diploma di laurea alla Juilliard. Mack Harrell ebbe successo come baritono concertista e operista, in particolare con la Metropolitan Opera, mentre lei continuò a esibirsi e a insegnare. Uno dei loro tre figli, Lynn Harrel, nato nel 1944, fu un violoncellista concertista di fama internazionale.
La Fulton si esibì con molti gruppi importanti in tutto il mondo e tenne concerti alla Town Hall (debutto - 4 febbraio 1953) e alla Carnegie Hall di New York, nonché alla Jordan Hall di Boston (1936-1937).
Nel 1942 fu solista con i Naumburg Orchestral Concerts, al Naumburg Bandshell, Central Park, nella serie estiva.
Come insegnante di violino insegnò privatamente a Boston (dal 1936 al 1937), New York e Dallas. Ha insegnato alla University of North Texas College of Music, a partire dal 1958, diventando artista residente nel 1960. Ha anche insegnato all'Aspen Music Festival and School, dove suo marito è stato direttore dal 1954 fino alla sua morte nel 1960.

## Morte
Mentre era docente alla North Texas morì a Dallas, in Texas, a causa delle ferite riportate sei giorni dopo un incidente stradale che coinvolse due veicoli mentre si recava da Denton a Fort Worth con il pianista Jean Mainous per tenere un recital. Due anni prima (1960), suo marito, Mack Harrell, era deceduto a causa di un tumore. Il compositore modernista Samuel Adler, membro della facoltà di composizione della North Texas nel 1962, dedicò la sua composizione del 1962, Elegy for Strings, alla signora Marjorie Fulton Harrell. L'opera fu eseguita due volte nel novembre 1962 dalla Dallas Symphony Orchestra, diretta da Donald George Johanos.